# Kazimierz Kaznowski

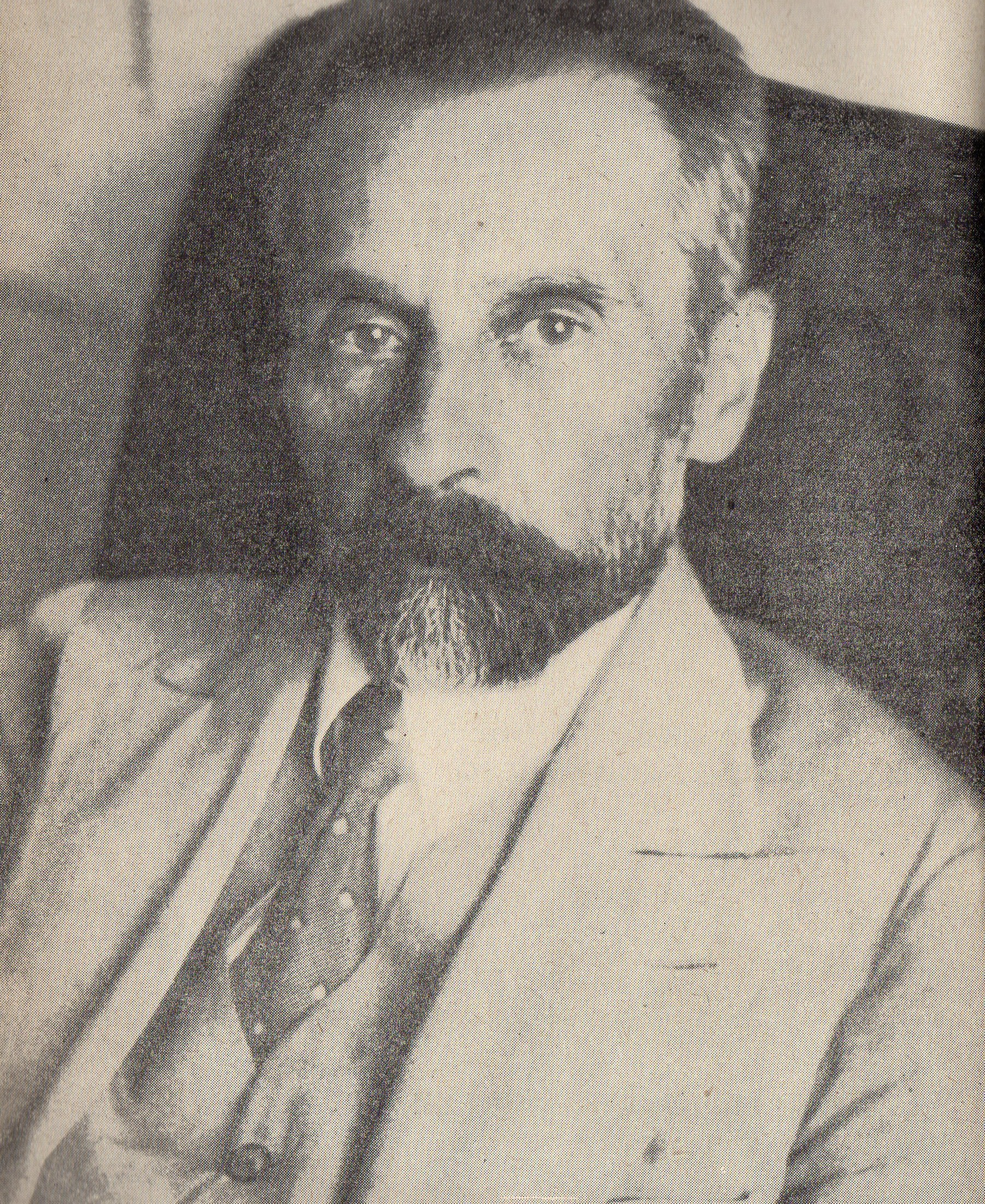
Kazimierz Kaznowski

Kazimierz Kaznowski (ur. 22 września 1876, zm. 31 stycznia 1943) – polski przyrodnik, badacz świętokrzyskiej przyrody, batolog, pedagog (nauczyciel w kieleckich szkołach średnich), działacz Polskiego Towarzystwa Krajoznawczego. Brat Lucjana Kaznowskiego.

## Życiorys
Od 1923/1924 był współpracownikiem Komisji Fizjograficznej Polskiej Akademii Umiejętności.
W 1931 był opiekunem 2 Kieleckiej Drużyny Harcerzy im. gen. Henryka Dąbrowskiego.
W latach 1924–1929 wspólnie z Edmundem Massalskim prowadził badania Gór Świętokrzyskich na zlecenie Polskiej Akademii Umiejętności.

## Upamiętnienie
Jedna z ulic w Kielcach została nazwana imieniem Kazimierza Kaznowskiego. Na jego cześć nazwano gatunek jeżyny Rubus kaznowskii Kosiński & Ziel.